# Macouria
Macouria è un comune francese situato nella Guyana francese.